# 彼得罗塞拉
彼得罗塞拉（法語：Pietrosella，法語發音：[pjɛtʁozela]）是法国南科西嘉省的一个市镇，属于阿雅克肖区。

## 地理
彼得罗塞拉（41°50'12"N, 8°50'46"E）面积35.23 平方千米，位于法国南科西嘉省，该省份位于科西嘉南部，后者为地中海西部的一座岛屿，也是法国的一个单一领土集体，位于法国大陆部分的东南面，意大利半島的西面，最临近的地块是撒丁岛。
与彼得罗塞拉接壤的市镇（或旧市镇、城区）包括：科蒂-基亚瓦里。

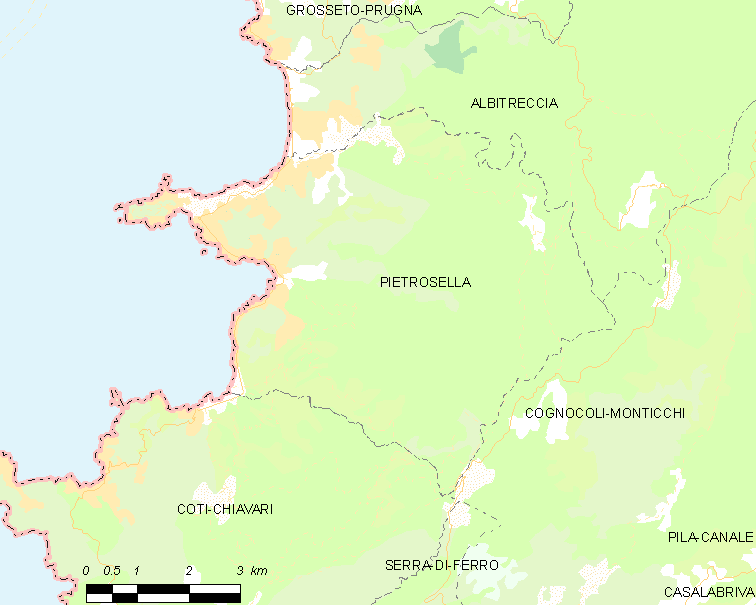
彼得罗塞拉的OSM定位图

彼得罗塞拉的时区为UTC+01:00、UTC+02:00（夏令时）。

## 行政
彼得罗塞拉的邮政编码为20166，INSEE市镇编码为2A228。

## 政治
彼得罗塞拉所属的省级选区为塔拉沃-奥尔纳诺县。

## 人口

1962-2008年间彼得罗塞拉人口变化图示

彼得罗塞拉于2022年1月1日时的人口数量为2042人。